# Damage (Star Trek)
Damage is de 70e aflevering van de televisieserie Star Trek: Enterprise van 97 afleveringen in totaal. 
Seizoen drie van deze serie heeft één grote verhaallijn, die het gehele seizoen voortduurt (zie seizoen drie), met meerdere plots. Deze aflevering is dus slechts één onderdeel van dit verhaal.

## Verloop van de aflevering
De Enterprise wordt nog steeds aangevallen door Xindi-troepen onder het commando van Guruk Dolim (zie Azati Prime). Op het moment dat de warpfuncties volledig uitgevallen zijn en het schip dreigt te vergaan, stopt de aanval plotseling. Het blijkt dat de Xindiraad de aanval heeft stopgezet en Dolim verplicht Jonathan Archer weer terug te brengen naar de Enterprise. Dit komt omdat onder andere Degra steeds meer overtuigd raken van diens gelijk dat de Xindi niets te vrezen hebben van de mensheid en deze dus ook niet moeten vernietigen. Dolim heeft geen keus, ondanks dat hij vindt dat de Enterprise vernietigd had moeten worden. 
Op het moment dat Archer terugkeert op het sterrenschip, blijkt dat ten minste veertien bemanningsleden in de aanval zijn omgekomen, dat het schip alleen nog op impulssnelheid kan varen en dat de meeste wapens offline zijn. Terwijl koers wordt gezet naar een veld met kometenstof, stuiten ze op een schip dat ook in nood is. Het blijkt dat dit schip schade heeft ondervonden aan de spatiale anomalieën (vreemde zwaartekrachtsveranderingen die ruimteschepen beschadigen). Archer wil trellium-D, een stof die hiertegen beschermt, ruilen tegen de lijnen van een warpspoel, waarmee de Enterprise weer warpsnelheden zou kunnen bereiken. De kapitein weigert dit echter, omdat ze dan jaren van huis zouden stranden, aangezien ze dan zelf zijn beperkt tot impulssnelheid.
In eerste instantie gaan de twee schepen uit elkaar. Later krijgen ze echter van Degra bericht dat ze een rendez-vous hebben. Nadat de conclusie is getrokken dat de Enterprise die deadline nooit gaat halen, besluit Archer terug te keren naar het schip en de technologie die ze nodig hebben te stelen. Hiermee stuit hij op verzet van onder andere T'Pol, die erop wijst dat dit immoreel is. Toch zet hij door, omdat de belangen van hun missie groter zijn dan die van zijn eigen geweten. Een team entert het schip, steelt de technologie en laat trellium en voedsel achter zodat de bemanning van het schip dat ze bestelen wel een overlevingskans heeft. 
Ondertussen blijkt dat T'Pol al maanden verslaafd was aan Trellium, hetgeen giftig is voor Vulcans. Phlox belooft haar te veranderen, maar vertelt haar wel dat ze waarschijnlijk permanente hersenschade heeft opgelopen.

## Achtergrondinformatie
- Deze aflevering loopt vrijwel parallel met Anomaly, met als enige verschil dat de Enterprise hier het enterende schip is, in plaats van het geënterde schip.

## Acteurs

### Hoofdrollen
- Scott Bakula als kapitein Jonathan Archer
- John Billingsley als dokter Phlox
- Jolene Blalock als overste T'Pol
- Dominic Keating als luitenant Malcolm Reed
- Anthony Montgomery als vaandrig Travis Mayweather
- Linda Park als vaandrig Hoshi Sato
- Connor Trinneer als overste Charles "Trip" Tucker III

### Gastrollen
- Casey Biggs als Illyriaanse kapitein
- Randy Oglesby as Degra
- Scott MacDonald as Guruk Dolim
- Tucker Smallwood as Xindi-raadslid
- Rick Worthy as Jannar
- Josette Di Carlo als transdimensionaal wezen

### Bijrollen

#### Bijrol met vermelding in de aftiteling
geen bijrollen met vermelding in de aftiteling

#### Bijrol zonder vermelding in de aftiteling
- Geneviere Anderson als bemanningslid van de Enterprise
- Solomon Burke junior als Billy
- Zane Cassidy als een MACO
- Mark Correy als Alex
- Daphney Dameraux als bemanningslid van de Enterprise
- Kevin Derr als Kelly
- Josh Holt als Masaro
- Ricky Lomax als W. Woods
- Andrew MacBeth als E. Hamboyan
- Dorenda Moore als Parsons
- Eric Norris als een Illyriaan
- Paul Sklar als R. Richards
- Jeff Smolek als een Illyriaan
- Pablo Soriano als een Illyriaan
- Scott Treger als een Xindireptiel
- Curtis Wong als een Illyriaan
- Een hond als Porthos

## Links en referenties
- Damage op Memory Alpha
- (en)   Damage in de Internet Movie Database